# Lubojenka
Lubojenka [pronunciación en polaco: /lubɔˈjɛnka/] es un pueblo ubicado en el distrito administrativo de Gmina Mykanów, dentro del Condado de Częstochowa, Voivodato de Silesia, en Polonia del sur. Se encuentra aproximadamente a 10 kilómetros al norte de Częstochowa y a 72 kilómetros al norte de la capital regional Katowice.
El pueblo tiene una población de 512 habitantes.